# Chlorotettix fumidus
Chlorotettix fumidus är en insektsart som beskrevs av Sanders och Delong 1919. Chlorotettix fumidus ingår i släktet Chlorotettix och familjen dvärgstritar. Inga underarter finns listade i Catalogue of Life.